# الحنكة السفلى (الحصن)

تعديل مصدري - تعديل

الحنكة السفلى هي إحدى قرى عزلة اليمانية العليا بمديرية الحصن التابعة لمحافظة صنعاء، بلغ تعداد سكانها 340 نسمة حسب تعداد اليمن لعام 2004.